# Tratado dos Touros de Guisando
Tratado dos Touros de Guisando ou Concórdia dos Touros de Guisando (em castelhano: Tratado de los Toros de Guisando ou Concordia de los Toros de Guisando) foi o acordo alçançado a 18 de setembro de 1468 no cerro de Guisando, junto ao conjunto escultórico homónimo da Pré-história, situado no município de El Tiemblo, província de Ávila, entre o rei de Castela Henrique IV e a sua meia-irmã Isabel I de Castela, em que esta era proclamada Princesa das Astúrias, o que equivalia a ser reconhecida como herdeira da Coroa de Castela. Como não há documentos ou referências contemporâneas que confirmem a existência do tratado, alguns historiadores pensam que pode ter sido uma história inventada mais tarde para legitimar a sucessão.
O reino de Castela estava em guerra civil desde 1464, quando um grupo de nobres se revoltou com a intenção de fazer o rei abdicar e depor o seu valido Beltrán de la Cueva. Os nobres rebeldes chegaram a depor simbolicamente Henrique IV e a entronizar no seu lugar Afonso, irmão de Isabel, naquilo que ficou conhecido como a Farsa de Ávila, a qual teve lugar naquela cidade a 5 de junho de 1465. A morte de Afonso em julho de 1468 converteu Isabel na candidata dos rebeldes ao trono. No entanto, a infanta preferiu pactuar com o seu irmão usando como mediador Antonio de Veneris. Depois de alguns encontros em Castronuevo, chegou-se a um acordo preliminar, o que terminou com a guerra. O acordo foi formalizado a 18 de setembro de 1468 em Toros de Guisando.
Através do tratado, todo o reino voltava a obedecer ao rei e em troca Isabel passava a ser Princesa das Astúrias e recebia um amplo património. O matrimónio da princesa só se poderia realizar com consentimento prévio do rei. A princesa Joana (a Beltraneja), filha de Henrique ficava afastada da possível sucessão, ao declarar-se nulo o casamento do rei e da rainha.[carece de fontes?]
O casamento de Isabel com o infante aragonês Fernando, que teve lugar em Valhadolide em 1469 sem aprovação régia, motivou o repúdio do tratado por Henrique IV. O rei reconheceu novamento os direitos sucessórios da sua filha Joana na Ceremónia de Val de Lozoya, ocorrida em 25 de novembro de 1470.